# 김영춘 (가수)
김영춘(金英椿, 1918년 6월 29일~2006년 2월 22일)은 대한민국의 가수이다. 1935 콜롬비아 레코드 전속가수로 데뷔했으며, '홍도야 울지 마라'라는 곡을 통해 많은 사람들에게 이름을 알리게 되었다. 2001년에는 KBS '가수의 날' 공로상을 수상했다.